# حيرام هنتر
حيرام هنتر (بالإنجليزية: Hiram Hunter) هو فلاح نيوزيلندي، ولد في 1874 في كرايستشرش في نيوزيلندا، وتوفي في 1966 في أشبورتون ‏ في نيوزيلندا.